# آرامگاه شمس قمر
مقبره شمس قمر مربوط به سدهٔ ۸ ه.ق - سده‌های میانی دوران‌های تاریخی پس از اسلام - دوره ایلخانی است و در شهرستان دالاهو، بخش مرکزی، دهستان حومه کرند، ۷۰۰ متری جنوب روستای طلسم واقع شده و این اثر در تاریخ ۶ اسفند ۱۳۸۵ با شمارهٔ ثبت ۱۷۵۵۳ به‌عنوان یکی از آثار ملی ایران به ثبت رسیده است.